# Игра престола (ТВ серија)
Игра престола (енгл. Game of Thrones) америчка је телевизијска серија коју су створили Дејвид Бениоф и Д. Б. Вајс за HBO. Представља адаптацију Песме леда и ватре, серијала фантастичних романа Џорџа Р. Р. Мартина, од којих је први Игра престола. Серија је снимана у Уједињеном Краљевству, Канади, Хрватској, Исланду, Малти, Мароку и Шпанији. Емитована је од 17. априла 2011. до 19. маја 2019. и састоји се од 73 епизоде емитоване у осам сезона.
Смештена на измишљеним континентима Вестерос и Есос, Игра престола има велики глумачки ансамбл и прати неколико прича током свог трајања. Прва велика прича тиче се Гвозденог престола Седам краљевстава Вестероса, кроз мрежу политичких сукоба између племићких породица које се или надмећу да преузму престо или боре за независност од онога ко седи на њему. Друга прича се фокусира на последњег потомка свргнуте владајуће династије краљевства, који је прогнан у Есос и планира да се врати и поврати престо. Трећа прича прати Ноћну стражу, војни одред који брани краљевство од претњи ван северне границе Вестероса.
Игра престола је привукла рекордну гледаност на HBO-у и има широку, активну и међународну базу обожавалаца. Критичари су хвалили серију због глуме, сложених ликова, приче, обима и продукције, иако је њена честа употреба голотиње и насиља (укључујући сексуално насиље) била предмет критиковања. Последња сезона је добила значајне критике због свог скраћеног трајања и креативних одлука, па је многи сматрају разочаравајућим завршетком. Серија је добила 59 награда Еми за програм у ударном термину, више од било које друге драмске серије, укључујући награде за најбољу драмску серију 2015, 2016, 2018. и 2019. године. Њене друге награде и номинације укључују три награде Хуго за најбољу драмску презентацију, једну награду Пибоди и пет номинација за Златни глобус за најбољу драмску телевизијску серију. Многи критичари и публикације прогласили су Игру престола једном од најбољих ТВ серија свих времена.

## Премиса

### Радња
Игра престола је углавном заснована на причама серијала романа Песма леда и ватре чији је аутор Џорџ Р. Р. Мартин, а који је смештен у измишљених Седам краљевстава Вестероса и континент Есос. Серија прати неколико истовремених линија радње. Прва велика радња прати рат између претендената на Гвоздени престо Седам краљевстава, са другим племићким породицама које се боре за независност од престола. Друга се тиче прогнаног потомка који ради на томе да поврати престо, а трећа описује претње предстојеће зиме, као и легендарна створења и жестоке народе Севера.

### Глумци и ликови
Игра престола има глумачки ансамбл који се сматра највећим на телевизији. Године 2014. поново су преговарани уговори са неколико глумаца како би се укључила опција за седму сезону. До последње сезоне, пет главних чланова глумачке екипе зарађивало је милион долара по епизоди, што их чини једним од најбоље плаћених телевизијских звезда.
Едард „Нед” Старк (Шон Бин) је глава куће Старк. Он и његова супруга Кејтлин (Мишел Ферли) имају петоро деце: Роба (Ричард Маден), Сансу (Софи Тарнер), Арју (Мејси Вилијамс), Брена (Ајзак Хемсптед Рајт) и Рикона (Арт Паркинсон). Нед такође има ванбрачног сина Џона Снежног (Кит Харингтон), који, заједно са својим пријатељем Семвелом Тарлијем (Џон Бредли), служи у Ноћној стражи под лордом командантом Џиором Мормонтом (Џејмс Космо). Дивљани који живе северно од Зида укључују младу Гили (Хана Мари) и ратнике Тормунда Џиноубицу (Кристофер Хивју) и Игрит (Роуз Лезли).
Други повезани са кућом Старк су, између осталих, Недов штићеник Теон Грејџој (Алфи Ален), вазал Руз Болтон (Мајкл Макелхатон) и његов ванбрачни син Ремзи (Иван Реон). Роб прихвата помоћ од исцелитељке Талисе (Уна Чаплин), док се негде другде Арја спријатељи са ковачевим шегртом Џендријем Речним (Џо Демпси) и убицом Џакеном Х'гаром (Том Влашиха). Ратница Бријена од Опорја (Гвендолин Кристи) касније долази да служи Старковима.
У Краљевој Луци, главном граду, Недов стари пријатељ, краљ Роберт Баратеон (Марк Еди) је у политичком браку без љубави са Серсеи Ланистер (Лина Хиди). Њен млађи брат близанац, сер Џејми (Николај Костер-Волдо), служи у Краљевој гарди. Трећи и најмлађи Ланистер је патуљак Тирион (Питер Динклиџ), с којим су повезани његова љубавница Шеј (Сибел Кекили) и најамник Брон (Џером Флин). Серсеин, Џејмијев и Тирионов отац је Тивин (Чарлс Денс), глава куће Ланистер и најбогатији човек у Вестеросу. Серсеи има два сина, Џофрија (Џек Глисон) и Томена (Дин-Чарлс Чапман) и ћерку Мирселу (Нел Тајгер Фри). Џофрија чува ратник са ожиљком Сандор „Псето“ Клегани (Рори Макан).
У Краљевом Малом већу саветника су, између осталих, лукави управник ризнице, лорд Петир „Малопрстић” Белиш (Ејдан Гилен) и вођа шпијуна, евнух лорд Варис (Конлет Хил). На Змајкамену, Робертовог млађег брата, Станиса (Стивен Дилејн), саветују страна свештеница Мелисандра (Карис ван Хаутен) и бивши шверцер сер Давос Сиворт (Лијам Канингам). Богату породицу Тирел предводи матријарх Олена (Дајана Риг), а на двору представља њена унука Маргери (Натали Дормер). Касније, Првоврабац (Џонатан Прајс) добија моћ као верски вођа. У јужној кнежевини Дорни, ратница Еларија Пешчана (Индира Варма) кује освету против Ланистера.
Преко Уског мора, у Пентосу, Висерис Таргарјен (Хари Лојд) и његова сестра Денерис (Емилија Кларк) су у изгнанству, а Висерис планира да поврати очев престо. Денерис је приморана да се уда за кала Дрога (Џејсон Момоа), вођу Дотрака, номадског народа. Њена пратња касније укључује прогнаног витеза сер Џору Мормонта (Ијан Глен), помоћницу Мисандеи (Натали Емануел), најамника Дарија Нахариса (Михил Хаусман) и елитног војника Сивог Црва (Џејкоб Андерсон).

### Теме
Серију су хвалили и телевизијски критичари и историчари због онога што је перципирано као нека врста средњовековног реализма. Џорџ Р. Р. Мартин је намеравао да прича више личи на историјску фикцију него на савремену фантазију, са мањим нагласком на магију и чаробњаштво, а већим на битке, политичке интриге и ликове, верујући да магију треба умерено користити у жанру епске фантастике. Мартин је рекао да „истински ужаси људске историје не потичу од орака и Господара таме, већ од нас самих“. Академици су класификовали серију као неосредњовековну која се фокусира на преклапање средњовековне историје и популарне фантастике. Уобичајена тема у жанру фантастике је борба између добра и зла, за коју Мартин каже да не одражава стварни свет. Он истражује однос добра и зла кроз питања искупљења и промене карактера. Серија омогућава публици да види различите ликове из њихове перспективе, за разлику од многих других фантазија.
У првим сезонама, под утицајем књига Песма леда и ватре, главни ликови су редовно убијани, а то је заслужно за развој тензије код гледалаца. Мартин је у једном интервјуу изјавио да је желео да прикаже рат и насиље на реалистичан начин, што понекад значи да јунак или главни ликови могу бити повређени или убијени. У каснијим сезонама, критичари су истакли да су одређени ликови развили „штит од радње“ да би преживели у мало вероватним околностима и то приписали томе што је Игра престола одступила од романа и постала више традиционална телевизијска серија. У студији из 2012. године, од 40 скорашњих телевизијских драмских серија, Игра престола је заузела друго место по броју смртних случајева по епизоди, са 14 у просеку. Научна студија спроведена 2018. године наводи да је око 60% главних ликова умрло због насиља и рата.

### Инспирације и поређења
Иако је прва сезона серије верно пратила догађаје из првог романа, дошло је до значајних промена у каснијим сезонама. Према Бениофу, ТВ адаптација се односи на „прилагођавање серијала као целине и праћење мапе коју нам је Џорџ поставио и стајање на главним прекретницама, али не обавезно и на свакој од станица на путу“. Аспекти заплета романа и њихове адаптације темељени су на окружењу, ликовима и догађајима из европске историје. Већина Вестероса подсећа на Европу високог средњег века, од њене географије и двораца до култура, феудалног система, дворских интрига и витешких турнира. Попут средњовековне Европе, већина породица у серији користи патријархални систем моћи. Серија такође има елементе готичке фикције, укључујући примере мучења.
Главна инспирација романа су енглески Ратови ружа (1455–1485) између династија Ланкастер и Јорк, које се огледају у Мартиновим династијама Ланистер и Старк. Лик Серсеи Ланистер евоцира Изабелу, „Француску вучицу“ (1295–1358). Она и њена породица, приказани у серији историјских романа Проклети краљеви Мориса Друона, били су главна Мартинова инспирација. Остали историјски претходници елемената серије укључују: Хадријанов зид (који у серији постаје Зид), Римско царство и легенду о Атлантиди (древна Валирија), византијску грчку ватру (дивља ватра), исландске саге из доба Викинга (Гвоздени људи), монголске хорде (Дотраци), Стогодишњи рат и италијанску ренесансу. Популарност серије се делимично приписује Мартиновој вештини да споји ове елементе у беспрекорну, веродостојну верзију алтернативне историје.

## Продукција

### Концепција и развој
Серија романа Песма леда и ватре била је популарна пре Игре престола. Романи су продати у више од 90 милиона примерака широм света и преведени су на 45 различитих језика. Џорџ Р. Р. Мартин је добио више награда и номинација за писање фантастике, укључујући Светску награду за фантастику и неколико награда Локус. Пишући за часопис Time 2005. године, након објављивања Гозбе за вране, новинар Лев Гросман назвао је Мартина „америчким Толкином”, наводећи да је он „главна сила за еволуцију у фантастици”.
У јануару 2006. Дејвид Бениоф је имао телефонски разговор са Мартиновим књижевним агентом о књигама које је представљао. Пошто је као млађи био љубитељ фантастике, заинтересовао се за Песму леда и ватре, коју није прочитао. Књижевни агент је послао Бениофу прве четири књиге серијала. Бениоф је прочитао неколико стотина страница првог романа, Игра престола, поделио свој ентузијазам са Д. Б. Вајсом и предложио му да адаптирају Мартинове романе у телевизијску серију. Вајс је завршио први роман за „можда 36 сати”. Представили су серију мрежи HBO, након петосатног састанка са Мартином (који је и сам ветеран сценариста) у ресторану на Булевару Санта Моника. Према Бениофу, придобили су Мартина знајући одговор на његово питање „Ко је мајка Џона Снежног?”

И сам сам радио у Холивуду око 10 година, од краја 80-их до 90-их. Био сам део екипе серија Зона сумрака и Лепотица и звер. Сви моји први нацрти су били превелики или прескупи. Увек сам мрзео процес избацивања. Рекао сам: „Мука ми је од овога, написаћу нешто што ће бити онолико велико колико ја желим да буде и имаће низ ликова који иду у хиљаде и имаћу огромне замкове и битке и змајеве.”

— Џорџ Р. Р. Мартин, аутор
Пре него што су му се обратили Бениоф и Вајс, Мартин је имао састанке са другим сценаристима, од којих је већина желела да адаптира романе као играни филм. Мартин је, међутим, то оценио „неснимљивим”, рекавши да је један од његових романа дугачак као Господар прстенова, који је адаптиран у три филма. Бениоф се сложио да би било немогуће претворити романе у филм, јер је њихов обим превелик за филм, а десетине ликова би морали да буду избачени. Додао је: „Фантастичном филму овог обима, који финансира велики студио, скоро сигурно би била потребна ознака да је за старије од 13 година. То значи да нема секса, нема крви, нема вулгарности. Зајеби то.” Мартин је био задовољан предлогом да адаптирају романе као серију на HBO-у, рекавши да је „никада нигде другде није замишљао”.
Серија је почела да се развија у јануару 2007. године. HBO је стекао телевизијска права на романе, са Бениофом и Вајсом као извршним продуцентима серије и Мартином као ко-извршним продуцентом. Намера је била да сваки роман вреди једну сезону. Првобитно, Мартин је писао једну епизоду по сезони, док су Бениоф и Вајс писали остатак. Џејн Еспенсон и Брајан Когман су додати касније да напишу по једну епизоду за прву сезону. Први и други нацрт сценарија пилота Бениофа и Вајса су достављени у августу 2007. и јуну 2008. године. Иако су се HBO-у свидела оба нацрта, пилот је наручен тек у новембру 2008. Пилот епизода, „Зима долази”, снимљена је 2009. године. Због лошег пријема након приватног гледања, HBO је захтевао опсежно поновно снимање (око 90% епизоде, са променама у глумачкој екипи и редитељу). Производња пилота је HBO наводно коштала 5-10 милиона долара, док је буџет прве сезоне процењен на 50-60 милиона долара. За другу сезону, серија је добила повећање буџета за 15%, због битке у епизоди „Црнобујица” (која је имала буџет од 8 милиона долара). Између 2012. и 2015. просечан буџет по епизоди порастао је са 6 милиона долара на „најмање“ 8 милиона долара. Буџет за шесту сезону износио је преко 10 милиона долара по епизоди, што је укупно преко 100 милиона долара, што је рекорд за трошкове производње серије. До последње сезоне, продукцијски буџет по епизоди је процењен на 15 милиона долара.

### Избор глумаца
Нина Голд и Роберт Стерн су били главни кастинг директори серије. Кроз процес аудиција и читања текста, састављена је главна глумачка постава. Једини изузеци су били Питер Динклиџ и Шон Бин, које су сценаристи желели од почетка и најављено је да ће се придружити пилоту 2009. године. Остали глумци потписани за пилот су били Кит Харингтон као Џон Снежни, Џек Глисон као Џофри Баратеон, Хари Лојд као Висерис Таргарјен и Марк Еди као Роберт Баратеон. Према Бениофу и Вајсу, Едија је било најлакше одабрати за улогу, због његове изведбе на аудицији. Неки глумци у пилоту су замењени за прву сезону. Лик Кејтлин Старк је првобитно играла Џенифер Ел, али је улогу преузела Мишел Ферли. Такође, Емилија Кларк је заменила Тамзин Мерчант као Денерис Таргарјен. Остатак глумачке поставе прве сезоне изабран је у другој половини 2009. године.
Иако су се многи од глумаца вратили након прве сезоне, продуценти су имали много нових ликова за избор глумаца у свакој од наредних сезона. Због великог броја нових ликова, Бениоф и Вајс су одложили увођење неколико кључних ликова у другој сезони и спојили неколико ликова у један или доделили функције заплета различитим ликовима. Неки споредни глумци такође су замењени током година. На пример, Грегора Клеганија су играла три различита глумца, док је Дин-Чарлс Чепмен играо и Томена Баратеона и мање важног лика из породице Ланистер.

### Писање
Игра престола је користила седам сценариста током првих шест сезона. Бениоф и Вајс су написали већину епизода сваке сезоне. Аутор Песме леда и ватре, Џорџ Р. Р. Мартин, написао је по једну епизоду у свакој од прве четири сезоне. Није писао за касније сезоне, пошто је желео да се фокусира на довршавање шестог романа (Ветрови зиме). Џејн Еспенсон је коауторка једне епизоде прве сезоне као писац-фриленсер.
Когман, који је првобитно био координатор сценарија серије, унапређен је у продуцента у петој сезони. Написао је барем једну епизоду за првих пет сезона и био је једини други сценариста у соби за сценаристе са Бениофом и Вајсом. Пре Когмановог унапређења, Ванеса Тејлор, сценариста током друге и треће сезоне, блиско је сарађивала са Бениофом и Вајсом. Дејв Хил се придружио екипи сценариста у петој сезони, након што је радио као асистент Бениофа и Вајса. Иако Мартин није био у соби за сценаристе, читао је сажетке сценарија и давао коментаре.
Бениоф и Вајс су понекад додељивали ликове одређеним писцима. На пример, Когману је додељена Арја Старк у четвртој сезони. Сценаристи су проводили неколико недеља пишући нацрте ликова, укључујући који материјал из романа да користе и свеобухватне теме. Након што би ови појединачни обриси били завршени, проводили су још две до три недеље разговарајући о индивидуалној причи сваког главног лика и ређали их епизоду по епизоду. Направљен је детаљан нацрт, при чему је сваки од сценариста радио на једном његовом делу како би се направио сценарио за сваку епизоду. Когману, који је написао две епизоде пете сезоне, требало је месец и по дана да заврши оба сценарија. Затим су их читали Бениоф и Вајс, који су правили белешке и делови сценарија су промењени. Свих десет епизода је било написано пре почетка снимања сезоне, пошто су их снимале две екипе у различитим земљама, не пратећи редослед дешавања радње. Бениоф и Вајс су заједно писали своје епизоде. Један би написао прву половину сценарија, а други би написао другу половину. Затим су прослеђивали нацрте један другом, да би направили белешке и измене.

#### Распоред адаптације и епизоде
Након што је прича Игре престола почела да надмашује објављене романе у шестој сезони, серија је била темељена на нацрту заплета будућих романа које је дао Мартин, заједно са оригиналним садржајем. Пре четврте сезоне, Мартин је изјавио да постоји проблем са објављивањем телевизијске серије пре него што се може написати изворни материјал. Према Бениофу, Мартин је шоуранерима дао нацрт последње две књиге серијала. У априлу 2016. план шоуранера је био да се сними још 13 епизода након шесте сезоне: седам епизода у седмој сезони и шест епизода у осмој. Касније тог месеца, серија је обновљена за седму сезону са наруџбином од седам епизода. HBO је у јуну 2016. објавио да ће осма сезона бити последња сезона серије.
| Сезона    | Наруџбина       | Снимање                      | Премијера       | Финале           | Адаптирани роман(и)                                    | Реф.   |
| --------- | --------------- | ---------------------------- | --------------- | ---------------- | ------------------------------------------------------ | ------ |
| 1. сезона | 2. март 2010.   | друга половина 2010.         | 17. април 2011. | 19. јун 2011.    | Игра престола                                          | [ 86 ] |
| 2. сезона | 19. април 2011. | друга половина 2011.         | 1. април 2012.  | 3. јун 2012.     | Судар краљева                                          | [ 87 ] |
| 3. сезона | 10. април 2012. | јул − новембар 2012.         | 31. март 2013.  | 9. јун 2013.     | Олуја мачева                                           | [ 88 ] |
| 4. сезона | 2. април 2013.  | јул − новембар 2013.         | 6. април 2014.  | 15. јун 2014.    | Олуја мачева                                           | [ 89 ] |
| 5. сезона | 8. април 2014.  | јул − децембар 2014.         | 12. април 2015. | 14. јун 2015.    | Гозба за вране, Плес са змајевима и оригинални садржај | [ 90 ] |
| 6. сезона | 8. април 2014.  | јул − децембар 2015.         | 24. април 2016. | 26. јун 2016.    | Окосница Ветрова зиме и оригинални садржај             | [ 91 ] |
| 7. сезона | 21. април 2016. | август 2016 − новембар 2017. | 16. јул 2017.   | 27. август 2017. | Окосница Сна о пролећу и оригинални садржај            | [ 92 ] |
| 8. сезона | 30. јул 2016.   | октобар 2017 – јул 2018.     | 14. април 2019. | 19. мај 2019.    | Окосница Сна о пролећу и оригинални садржај            | [ 93 ] |

Прве две сезоне адаптирале су по један роман. У каснијим сезонама, Игру престола су њени аутори видели као адаптацију Песме леда и ватре као целине, а не појединачних романа, што им је омогућило да померају догађаје кроз романе како је екранизација захтевала.

### Снимање
Главно снимање прве сезоне требало је да почне 26. јула 2010. године. Примарна локација је била Paint Hall Studios у Белфасту, Северна Ирска. Сцене екстеријера у Северној Ирској снимљене су у Сенди Бреу на планини Морн (замена за Вес Дотрак), замку Вард (Зимоврел), Сентфилд естејтсу (Богошума у Зимоврелу), шуми Толимор (сцене на отвореном), Кернкаслу (место погубљења), каменолому Магераморн (Црни замак) и Шејновом замку (терен за турнире). Замак Дун у Стерлингу, Шкотска, такође је коришћен у оригиналној пилот епизоди за сцене у Зимоврелу. Продуценти су у почетку размишљали о снимању целе серије у Шкотској, али су се одлучили за Северну Ирску због доступности студијског простора и пореских кредита.
Сцене на југу у првој сезони снимљене су на Малти, што је промена локације у односу на мароканске сетове у пилот епизоди. Град Мдина је коришћен за Краљеву луку. Снимање је такође одржано у тврђави Маноел (која представља Белорову септу), на Азурном прозору на острву Гоцо (место дотрачког венчања) и у палати Сан Антон, тврђави Рикасоли, тврђави Светог Анђела и манастиру Светог Доминика (сви се користе за сцене у Црвеној тврђави). Снимање сцена на југу у другој сезони пребачено је са Малте у Хрватску, где су град Дубровник и оближње локације дале спољашње снимке ограђеног, приморског средњовековног града. Дубровачки бедем и тврђава Ловријенац коришћени су за сцене у Краљевој Луци, иако су екстеријери неких локалних зграда у серији, на пример, Црвене тврђаве и Белорове септе, компјутерски генерисани. Острво Локрум, манастир Светог Доминика у приморском граду Трогиру, Кнежев двор у Дубровнику и каменолом Дубац (неколико километара источно) коришћени су за сцене смештене у Карту. Сцене смештене северно од Зида, на Песници првих људи, снимљене су у новембру 2011. на Исланду на глечеру Ватнајекидл у близини Смјрлабјерга, глечеру Свинафедлсјекидл у близини Скафтафедла и глечеру Мирдалсјекидл близу Вика. Снимало се такође у луци Балинтој, Северна Ирска.
Продукција треће сезоне се вратила у Дубровник, са Дубровачким бедемом, тврђавом Ловријенац и оближњим локацијама поново коришћеним за сцене у Краљевој Луци и Црвеној тврђави. Нова локација, Арборетум Трстено, представља башту Тирелових у Краљевој Луци. Трећа сезона се такође вратила у Мароко (укључујући град Есауру), где су снимљене Денерисине сцене у Есосу. Коришћени су и Димиборјир и пећина Грјотаја на Исланду. Једна сцена, са живим медведом, снимљена је у Лос Анђелесу. Продукција је користила три екипе (Змај, Вук и Гавран), које су снимале паралелно, шест редитељских тимова, 257 чланова глумачке поставе и 703 члана екипе. Четврта сезона се вратила у Дубровник и укључила нове локације, укључујући Диоклецијанову палату у Сплиту, тврђаву Клис северно од Сплита, каменолом Перун источно од Сплита, планински венац Мосор и Башку Воду јужније. Национални парк Тингвелир на Исланду је коришћен за сцену борбу између Бријене и Псета. У петој сезони, коришћене су и Севиља, Шпанија (за сцене у Дорни) и Кордоба.
Шеста сезона, која је почела да се снима у јулу 2015, вратила се у Шпанију и снимана је у Навари, Гвадалахари, Севиљи, Алмерији, Ђирони и Пенисколи. Такође је поново снимано у Дубровнику, Хрватска. Снимање седам епизода седме сезоне почело је 31. августа 2016. у Titanic Studios у Белфасту, уз остала снимања на Исланду, у Северној Ирској и на многим локацијама у Шпанији, укључујући Севиљу, Касерес, Алмодовар дел Рио, Сантипонсе, Зумају и Бермео. Снимање је настављено до краја фебруара 2017. по потреби, како би се обезбедило зимско време на неким европским локацијама. Снимање осме сезоне почело је у октобру 2017. и завршено у јулу 2018. године. Нове локације за снимање укључивале су Маниглас и Сентфилд у Северној Ирској за сцене битке у епизоди „Дуга ноћ”.

#### Ефекти на локације
Northern Ireland Screen, владина агенција Уједињеног Краљевства коју финансирају Invest NI и Европски фонд за регионални развој, помогла је у финансирању Игре престола. Туризам Ирске има маркетиншку кампању са темом Игре престола, сличну новозеландској реклами везаној за Толкина. Према речима прве министарке Арлин Фостер, серија је Северној Ирској дала највећи публицитет у њеној историји, поред Северноирског сукоба. Продукција Игре престола и других ТВ серија подстакла је креативне индустрије Северне Ирске, доприносећи процењеном расту у области уметности, забаве и рекреације од 12,4% између 2008. и 2013. године (у поређењу са 4,3% у остатку УК током истог периода). Након што је снимање завршено, HBO је своје локације за снимање у Северној Ирској претворио у туристичке атракције, чије је отварање најављено за 2019. годину. До 2019. године, 350.000 посетилаца, или једна шестина свих туриста, долазило је у Северну Ирску годишње због Игре престола.
Туристичке организације на другим местима пријавиле су повећање резервација након што су се њихове локације појавиле у Игри престола. Између 2014. и 2016. године, Hotels.com је пријавио повећање хотелских резервација за 285% на Исланду и 120% у Дубровнику. Године 2016, резервације су се удвостручиле у Варзазату, Мароко, где су снимане Денерисине сцене у трећој сезони. Дубровник је такође забележио пораст ноћења туриста након емитовања епизода. Међутим, пораст туризма изазван серијом, за који се процењује да је одговоран за половину његовог годишњег повећања током много година, довео је до забринутости око „претераног туризма” и тога да градоначелник наметне ограничења за број туриста у граду. Након финала серије, HBO је у априлу 2019. најавио нову изложбу и туристичку атракцију која садржи реквизите и делове сценографије. Атракција, под називом Тура по студију Игре престола, биће смештена на некадашњој локацији снимања серије, Linen Mill Studios изван Белфаста. Студије су показале да је серија свеукупно имала позитиван економски утицај и на Северну Ирску и на Дубровник. Упркос позитивним економским резултатима, неки академици примећују утицај и штету које би туристичке активности везане за Игру престола могле имати на историјске знаменитости и друге локације од културне вредности.

### Режија
Свака сезона од десет епизода Игре престола имала је четири до шест редитеља, који су обично режирали узастопне епизоде. Алан Тејлор је режирао седам епизода, највише од свих редитеља серије. Алекс Грејвс, Дејвид Натер, Марк Мајлод и Џереми Подесва режирали су по шест епизода. Данијел Минахан је режирао пет епизода, а Мишел Макларен, Алик Сахаров и Мигел Сапочник по четири. Макларен је једина жена редитељ у целој серији. Брајан Кирк је режирао три епизоде током прве сезоне, а Тим Ван Патен је режирао прве две епизоде серије. Нил Маршал је режирао две епизоде, обе са великим сценама битака: „Црнобујица” и „Стражари на Зиду”. Међу осталим редитељима су Џек Бендер, Дејвид Петрарка, Данијел Сакејм, Мајкл Словис и Мет Шакман. Дејвид Бениоф и Д. Б. Вајс су заједно режирали две епизоде, али је сваком од њих двојице приписана једна, што је одређено након бацања новчића. У осмој сезони, Дејвид Натер и Мигел Сапочник, који су радили на претходним епизодама, режирали су првих пет епизода. Бениоф и Вајс су потписани и као сценаристи и као редитељи последње епизоде серије, „Гвоздени престо”.

### Костими и шминка
Мишел Клептон је била костимограф првих пет сезона Игре престола, пре него што ју је заменила Ејприл Фери. Клептон се вратила у серију као костимограф у седмој сезони. У прве три сезоне, Пол Енгелен је био главни дизајнер шминке Игре престола и протетски шминкер са Мелисом Лекерстин, Конором О’Саливаном и Робом Трентоном. На почетку четврте сезоне, Енгеленов тим су заменили Џејн Вокер и њена екипа, коју су чинили Ен Макјуан и Бери и Сара Гауер. Преко 130 шминкера и дизајнера протетика радило је на серији.
Дизајни костима серије су инспирисани из неколико извора, као што су јапански и персијски оклопи. Одећа Дотрака подсећа на бедуинску (једна је била направљена од рибље коже да би подсећала на змајеву крљушт), а Дивљани носе животињске коже попут Инуита. Оклоп од костију Дивљана је направљен од калупа стварних костију и састављен је помоћу канапа и латекса који подсећају на кетгут. Иако су статисти који су играли Дивљане и Ноћну стражу често носили шешире (што је нормално у хладној клими), главни глумци обично нису, како би гледаоци могли да их препознају. Бјеркине Alexander McQueen хаљине са дубоком деколтеом инспирисале су одећу Маргери Тирел, а хаљине проститутки биле су дизајниране да се лако скину. Сва одећа коришћена током продукције би одлежала две недеље, како би имала реалистичан изглед на телевизији високе резолуције.
Глумице су користиле двадесетак перика. Направљене од људске косе и дужине до 61 центиметар, коштале су до 7.000 долара свака и биле су пране и обликоване као права коса. Стављање перика је одузимало доста времена. Емилији Кларк је, на пример, било потребно око два сата да своју браон косу обликује платинасто-плавом периком и плетеницама. Осталим глумцима, као што су Џек Глисон и Софи Тарнер, често је фарбана коса. Ликовима као што су Денерис (Кларк) и њени Дотраци, коса, перике и костими су обрађени да изгледају као да нису прани недељама.

### Визуелни ефекти
За велики број визуелних ефеката коришћених у серији, HBO је ангажовао британску компанију BlueBolt и ирску компанију Screen Scene за прву сезону. Већина грађевина окружења је урађена као 2,5D пројекције, дајући гледаоцима перспективу, а истовремено спречавајући да програм буде преоптерећен. Године 2011, финале прве сезоне, „Ватра и крв“, номиновано је за награду Еми за најбоље специјалне визуелне ефекте. Екипа за визуелне ефекте се састојала од супервизора визуелних ефеката на сету и концептуалних уметника заједно са монтажерима визуелних ефеката у постпродукцији.
Пошто су ефекти постали сложенији у наредним сезонама (укључујући рачунарски генерисана створења, ватру и воду), немачки Pixomondo је постао водећи произвођач визуелних ефеката. Девет од дванаест њихових објеката допринело је пројекту у другој сезони, са Штутгартом као главним студијем. Сцене су такође продуцирали британски Peanut FX, канадски  и амерички Gradient Effects. Епизоде „Валар моргулис” и „Валар дохерис” су донеле Pixomondo-у награде Еми за најбоље специјалне визуелне ефекте 2012. и 2013. године.
HBO је додао немачку компанију Mackevision пројекту у четвртој сезони. Финале четврте сезоне, „Деца”, освојило је награду Еми за визуелне ефекте 2014. године. Додатни произвођачи у четвртој сезони укључивали су канадски Rodeo FX, немачки Scanline VFX и амерички BAKED FX. Покрети мишића и крила адолесцентних змајева у четвртој и петој сезони били су углавном темељени на покретима кокошке. Pixomondo је држао тим од 22 до 30 људи који су се фокусирали искључиво на визуелизацију змајева Денерис Таргарјен, са просечним временом производње по сезони од 20 до 22 недеље. У петој сезони, HBO је додао канадски  и амерички Crazy Horse Effects на своју листу главних произвођача визуелних ефеката. Супервизор визуелних ефеката Џо Бауер је рекао да је тим за визуелне ефекте радио на више од „10.000 снимака визуелних ефеката” током свих осам сезона. Више од 300 уметника радило је у тиму за визуелне ефекте. Серија је освојила осам награда Еми за креативну уметност за визуелне ефекте, победивши за најбоље специјалне визуелне ефекте у седам узастопних сезона.

#### Уводна шпица
Уводну шпицу серије је за HBO креирао продукцијски студио Elastic. Креативни директор Ангус Вол и његови сарадници добили су 2011. године награду Еми за дизајн уводне шпице, која приказује тродимензионалну мапу измишљеног света серије. Мапа је пројектована унутар сфере која је централно осветљена малим сунцем у армиларној сфери. Док се камера креће по мапи, фокусирајући се на локације догађаја у епизоди, сатни механизми се преплићу и омогућавају зградама и другим структурама да „изађу“ из мапе. Уз насловну музику, појављују се имена главне глумачке поставе и креативног особља. Шпица се завршава након отприлике 90 секунди насловном картицом и кратким уводним насловима са писцем и редитељем епизоде. Садржај шпице се мења како прича напредује, са новим локацијама које замењују оне које су мање истакнуте или их уопште више нема. -Entertainment Weekly}- је уводну шпицу Игре престола прогласио једном од најбољих на телевизији, назвавши је „свеобухватним крстарењем Вестеросом“.

### Музика
Рамин Џавади је компоновао музику за серију. Саундтрек прве сезоне, компонован десетак недеља пре премијере серије, објавила је издавачка кућа Varèse Sarabande у јуну 2011. године. Објављени су и албуми са саундтреком наредних сезона, са песмама група The National, The Hold Steady и Sigur Rós. Џавади је компоновао лајтмотиве за сваку од главних породица и неке главне ликове. Неке музичке теме су се временом развиле. Тема Денерис Таргарјен је прво била једноставна и постајала је сложенија након сваке сезоне. У почетку је њену тему свирао један инструмент, виолончело, а Џавади је касније у њу додао више инструмената. Џавади је два пута номинован за награду Греми за најбољу музику за визуелне медије, за свој рад на Игри престола. HBO је 2014. и 2015. наручио Catch the Thorne, два реп албума о серији. Columbia Records је 26. априла 2019. издала пратећи албум For the Throne: Music Inspired by the HBO Series Game of Thrones, који је садржао песме инспирисане серијом. Game of Thrones Live Concert Experience, оркестарска турнеја у 28 градова Северне Америке која је изводила саундтрек серије са Џавадијем, почела је у фебруару 2017. и завршила се у априлу 2017. године. Уследила је друга турнеја 2018. по градовима Европе и Северне Америке.

### Језик
Ликови из Вестероса говоре енглески језик са британским нагласком, често (али не увек) са нагласком енглеског региона који одговара региону лика у Вестеросу. Северњак Едард Старк говори матерњим северним нагласком глумца Шона Бина, а јужњачки лорд Тивин Ланистер говори јужњачким нагласком, док ликови из Дорне говоре енглески са шпанским нагласком. Ликови који нису из Вестероса често имају небритански нагласак.
Иако је заједнички језик Вестероса представљен као енглески, продуценти су довели лингвисту Дејвида Џ. Питерсона да конструише дотрачки и валиријски језик, на основу неколико речи у романима. Пре почетка продукције, Питерсон је написао 300 страница материјала дотрачког језика, укључујући преводе и службу речи. Дијалози на дотрачком и валиријском су углавном титловани на енглески. Компанија за учење језика Duolingo почела је да нуди курсеве високог валиријског језика 2017. године, на које се пријавило 1,2 милиона људи између 2017. и 2020. године.

## Доступност

### Емитовање
Игру престола емитовао је HBO у САД и његове локалне подружнице или друге претплатничке телевизијске услуге у другим државама, у исто време када и у САД или недељама (или месецима) касније. Емитери који су преносили Игру престола укључују Fox Showcase у Аустралији; HBO Canada, Super Écran и Showcase у Канади; HBO Latin America у Латинској Америци; SoHo Sky Television Network-а и Neon на Новом Зеланду и Sky Atlantic у Уједињеном Краљевству и Ирској. У Индији су емитоване две верзије серије. Star World је емитовао цензурисану верзију серије на телевизији у исто време када и САД, док је нецензурисана верзија била доступна за гледање уживо на апликацији Hotstar.
Последње две епизоде четврте сезоне су приказане 23. јануара 2015. године у 205 IMAX биоскопа широм САД и тиме је Игра престола постала прва телевизијска серија која је приказана у овом формату. Серија је зарадила 686.000 долара на благајнама првог дана и 1,5 милиона долара током првог викенда приказивања. Једнонедељно издање је зарадило 1.896.092 долара. Пре премијере осме сезоне, HBO је приказао епизоду „Ратни плен” из седме сезоне у биоскопима у Њујорку, Лос Анђелесу и Чикагу.

### Кућни видео и стриминг
Десет епизода прве сезоне Игре престола објављено је као ДВД и блу-реј бокс-сет 6. марта 2012. године. Бокс-сет укључује додатни позадински материјал и материјал иза сцене, али не и избачене сцене, пошто је скоро сав материјал снимљен у првој сезони коришћен. Бокс-сет је продат у преко 350.000 примерака у седмици након објављивања, што је највећа продаја ДВД-а у првој недељи икада за HBO-ову серију. Серија је такође поставила рекорд за HBO-ове серије по продаји дигиталног преузимања. Колекционарски бокс-сет је објављен у новембру 2012, комбинујући ДВД и блу-реј верзије прве сезоне са првом епизодом друге сезоне. У комплету је утег за папир у облику змајевог јајета.
ДВД-блу-реј бокс-сетови и дигитална преузимања друге сезоне постали су доступни 19. фебруара 2013. године. Продаја првог дана оборила је рекорде HBO-а, са 241.000 продатих бокс-сетова и 355.000 преузетих епизода. Трећа сезона је била доступна за куповину као дигитално преузимање на аустралијском iTunes Store-у, паралелно са премијером у САД и објављена је на ДВД-у и блу-реју у САД и Канади 18. фебруара 2014. године. Четврта сезона је објављена на ДВД-у и блу-реју 17. фебруара 2015, а пета сезона 15. марта 2016. године. Блу-реј и ДВД верзије шесте сезоне објављене су 15. новембра 2016. године. Од 2016. године, HBO је почео да издаје Steelbook блу-реј сетове, који укључују Dolby TrueHD 7.1 и Dolby Atmos аудио опције. Године 2018, прва сезона је објављена у 4K HDR на Ultra HD блу-реју. Блу-реј и ДВД верзије седме сезоне објављене су 12. децембра 2017. године. Последња сезона је објављена на ДВД-у и блу-реју 3. децембра 2019. године. Кућно издање је такође укључивало снимке иза кулиса и коментаре глумаца. Бокс-сет који садржи свих осам сезона, укључујући окупљање глумаца које је водио Конан О’Брајен, објављен је на ДВД-у и блу-реју 3. децембра 2019. и такође је објављен на 4K Ultra HD блу-реју 3. новембра 2020. године.
У августу 2022. комплетна серија је објављена у 4K, Dolby Vision HDR и Dolby Atmos на HBO Max-у.

### Кршење ауторских права
Игра престола је била широко пиратизована, нарочито ван САД. Према веб-сајту за вести о размени датотека TorrentFreak, била је најпиратизованија телевизијска серија од 2012. до 2019. године (осим 2018, када није емитована ниједна нова епизода), а Гинисова књига рекорда прогласила ју је за најпиратизованији телевизијски програм 2015. године. Незаконита преузимања порасла су на око седам милиона у првом кварталу 2015. године, што је повећање од 45% у односу на 2014. годину. Неименована епизода је преузета око 4,28 милиона пута путем јавних BitTorrent трекера 2012. године, што је отприлике једнако броју гледалаца емитовања. Стопе пиратерије биле су посебно високе у Аустралији, што је навело америчког амбасадора у Аустралији, Џефа Блајха, да 2013. изда саопштење у којем осуђује тамошњу праксу. Кашњења у доступности од стране емитера који нису HBO пре 2015. године и цена претплате на њихове услуге наведени су као разлози незаконите дистрибуције серије. Према TorrentFreak-у, претплата на услугу која емитује Игру престола коштала је до 25 долара месечно у САД, до 26 фунти по епизоди у УК и до 52 долара по епизоди у Аустралији.
У циљу борбе против неовлашћених преузимања, HBO је 2013. објавио да намерава да свој садржај учини доступнијим у року од недељу дана од премијере у САД (укључујући HBO Go). Године 2015, пета сезона је истовремено емитована у 170 држава и корисницима HBO Now. Дан пре премијере сезоне, 11. априла, промотивне копије прве четири епизоде пете сезоне процуриле су на бројне веб-сајтове за размену датотека. За један дан, датотеке су преузете преко 800.000 пута. За недељу дана, илегално преузимање је достигло 32 милиона, а премијера пете сезоне, „Ратови који долазе”, пиратизована је 13 милиона пута. Финале пете сезоне, „Милост Мајке”, била је датотека која је највише симултано дељена у историји протокола за дељење датотека BitTorrent, са преко 250.000 корисника и преко 1,5 милиона преузимања за осам сати. HBO није послао копије шесте сезоне штампи да би спречио ширење нелиценцираних копија и спојлера. Седма сезона је или незаконито стримована или преузета у просеку 14,7 милијарди пута, са 120 милиона незаконитих прегледа финала сезоне. Према компанији за борбу против пиратерије MUSO, осма сезона је незаконито преузета или гледана највише у Индији и Кини. Незаконита гледаност последње сезоне била је дупло већа од броја законитих гледалаца, са 55 милиона незаконитих преузимања премијере осме сезоне „Зимоврел”, у поређењу са 17,4 милиона оних који су гледали на HBO-овим платформама.
Посматрачи, укључујући редитеља серије Дејвида Петрарку и генералног директора Time Warner-а Џефа Бјукса, рекли су да незаконита преузимања нису штетила успеху серије. Имала је користи од „брујања” и друштвених коментара, а висока стопа пиратерије није се значајно превела у изгубљене претплате. Према Polygon-у, опуштени став HBO-а према пиратерији и дељењу лозинки за пријаву представљао је модел „бесплатне” премијум телевизије. На панел дискусији Оксфордске уније 2015. године, ко-аутор серије Дејвид Бениоф рекао је да му је било једноставно драго што људи гледају серију, додавши да су незаконито преузете епизоде понекад довољно заинтересовале гледаоце да купе закониту копију, посебно у државама у којима Игра престола није емитована на телевизији. Ко-аутор серије Д. Б. Вајс имао је помешана осећања, рекавши да је серија скупа за производњу и да ако „не врати новац, онда престаје да постоји”. Ипак, био је задовољан што толики број људи „ужива у серији толико да једва чекају да је се дочепају.”

## Пријем

### Критички одговор

#### Уопштено
| Сезона |                    |                   |
| ------ | ------------------ | ----------------- |
| 1.     | 90% (41 рецензија) | 80 (28 рецензија) |
| 2.     | 96% (37 рецензија) | 90 (26 резенција) |
| 3.     | 96% (45 рецензија) | 91 (25 рецензија) |
| 4.     | 97% (45 рецензија) | 94 (29 рецензија) |
| 5.     | 93% (52 рецензија) | 91 (29 рецензија) |
| 6.     | 94% (35 рецензија) | 73 (9 рецензија)  |
| 7.     | 93% (51 рецензија) | 77 (12 рецензија) |
| 8.     | 55% (20 рецензија) | 75 (13 рецензија) |

Игра престола, посебно у првих шест сезона, добила је похвале критичара, иако је честа употреба голотиње и насиља у серији критикована. Серија има укупни рејтинг од 89% на Rotten Tomatoes-у. Неки критичари и публикације су ову серију сврстали међу најбоље HBO-ове серије свих времена. Серију су обожаваоци жељно ишчекивали пре премијере. Џејмс Поњевозик је рекао да је пилот епизода поставила „веома велики сто”, док је Ти Синг из Deen of Geek-а рекао да је серија „дошла да остане”.
Рецензенти прве сезоне су рекли да серија има високе продукционе вредности, потпуно осмишљен свет и убедљиве ликове. Према Variety-ју, „Можда не постоји серија која је профитабилнија својој мрежи више од Игре престола HBO-у. Потпуно произведена од стране кабловске телевизије и већ глобални феномен након само једне сезоне, фантазија је била коцка која се исплатила одлично.” Друга сезона је такође била добро прихваћена. Entertainment Weekly је похвалио њено „живописно, витално и једноставно забавно” приповедање и према The Hollywood Reporter-у, серија је дала „снажан аргумент да је једна од најбољих ТВ серија.” Њена озбиљност учинила ју је једином драмом која се може поредити са серијама Људи са Менхетна или Чиста хемија.
Критички пријем средњих сезона такође је био позитиван. Мет Фоулер из IGN-а је рекао да је серија „још увек прилично изванредна”, хвалећи развој ликова. TV Guide је претпоследњу епизоду треће сезоне, „Кише над Кастамиром“, ставио на треће место листе 65 најбољих епизода 21. века. Признање критичара наставило се и у четвртој сезони, а Дарен Франич из Entertainment Weekly-а назвао је сезону „врхунцем моћи генерисања иконичности серије.”  је навео да је серија значајно одступила од романа, међутим „промене су ишле у прилог серији и сажимале су изворни текст задивљујуће добро”. Критички одговор на пету сезону поново је био позитиван, међутим, неки коментатори су критиковали силовање у епизоди „Непокорени, несагнути, несломљени”. Шеста сезона је такође добила позитивне критике. Time је критиковао понављајуће приче почетком сезоне, међутим, рецензент је похвалио епизоду „Битка копилади” као „једну од најбољих у серији”. Један рецензент је такође рекао да је било више тема које су „пријатније по жене” током сезоне, док је други издојио причу Арје Старк.
Последње две сезоне серије, посебно осма сезона, добиле су више критика. Седма сезона је хваљена због акционих секвенци и фокусираних централних ликова, али је критикована због свог темпа и развоја заплета за које је речено да су „пркосили логици”. Пишући за Vox, Емили Вандерверф је навела одступање од изворног материјала као разлог за „циркуларно приповедање”. Критички пријем осме сезоне био је помешан.  је рекао да се ради о „збрзаним потезима” заплета који „нису успели да дају правду својим ликовима или глумцима”. Пишући за The Hollywood Reporter, Морин Рајан је осудила редуктивни третман жена у сезони и „одлуке донете и извршене са мало или нимало предвиђања или промишљености”, прогласивши претпоследњу епизоду „Игром престола у најгорем издању”. Реакције обожавалаца на последњу епизоду су биле помешане. Петиција на Change.org коју су покренули неки обожаваоци захтевала је да се последња сезона поново сними са другим сценаристима. Кејси Блојс, председник програма HBO-а, рекао је на догађају Удружења телевизијских критичара да „петиција показује много ентузијазма и страсти према серији, али то није нешто што смо озбиљно разматрали”. Упркос критикама на рачун сценарија, музика и визуелни ефекти су хваљени.
Глумци су хваљени током целог трајања серије. Изведба Питера Динклиџа у улози Тириона, описана као „шармантна, морално двосмислена и самосвесна”, била је хваљена и донела му је награде Еми и Златни глобус. Мери Макнамара из Los Angeles Times-а написала је да „на много начина, Игра престола припада Динклиџу”, пре него што је Тирион постао централна фигура серије у другој сезони. Неколико критичара је истакло изведбе глумица и деце. Изведба Лине Хиди у улози „интригантне” Серсеи Ланистер је такође добила похвале. Мејси Вилијамс је такође издвојена и њен рад у другој сезони са глумцем ветераном Чарлсом Денсом (Тивин Ланистер). Стивен Дилејн је добио позитивне критике за тумачење лика Станиса Баратеона, нарочито у петој сезони, при чему је један критичар приметио: „Било да вам се Станис свиђа или не, морате признати да је Стивен Дилејн дао монументалну изведбу ове сезоне.” Серија је такође хваљена због приказивања хендикепираних ликова и ликова са инвалидитетом. Један коментатор је изјавио да је Тирион Ланистер „одступање од архетипског патуљка” који се често може наћи у другим фантастичним причама попут Господара прстенова.
Дарен Франич из Entertainment Weekly-а је серији дао оцену Б, рекавши да је свеукупно била „океј”. Са „трансцендентним тренуцима” и „бедним фазама”, била је „довољно вољена да је сви за нешто критикују”. Франич је описао трећу и четврту сезону као „немилосрдне”, завршетак шесте сезоне „са убиственим ударцем”, док су седма и осма биле „осредње”. The New York Times је дао мешовиту рецензију серији након финала треће сезоне, критикујући број ликова, њихову несложеност и вијугаву радњу. Серија се, међутим, појавила на многим листама најбољих за крај 2010-их. Алан Сепинвол, пишући за Rolling Stone, ставио је серију на своју листу „50 најбољих ТВ серија 2010-их”, рекавши да њена „способност да већину времена задржи све своје различите нити да се чине виталним и везаним једна за другу, остаје запањујуће достигнуће”.

#### Секс и насиље
Упркос иначе позитивном пријему од стране критичара, Игра престола је критикована због количине женске голотиње, насиља и сексуалног насиља које приказује, као и због начина на који приказује ове теме. Џорџ Р. Р. Мартин је одговорио да се осећао обавезним да буде искрен о историји и људској природи и да су силовање и сексуално насиље чести у рату и да би њихово изостављање из приче деловало лажно и поткопало једну од тема његових романа, историјски реализам.  је рекао да у потпуности подржавају „визију и уметничку вредност Деновог и Дејвидовог изузетног рада” и да сматрају да „ово дело говори само за себе.” Серија је наводно цензурисана или забрањена због сексуалног или насилног садржаја у државама као што су Кина, Индија, Иран, Јордан, Сингапур, Турска, Уједињени Арапски Емирати и Вијетнам.
Количина секса и голотиње у серији, посебно у сценама од мање важности, била је у фокусу већине критика усмерених на њу у првој и другој сезони. Стивен Дилејн, који је тумачио Станиса Баратеона, упоредио је честе експлицитне сцене серије са „немачком порнографијом из 1970-их.” Употреба „секспозиције”, приказивања радње праћеног сексом или голотињом, критикована је као ометајућа. Емисија Уживо суботом увече је пародирала овај аспект адаптације у скечу где је 13-годишњи дечак консултант Игре престола, чија је главна брига да се прикаже што више груди.
Епизода „Медвед и девица љупка” из треће сезоне је садржала дуготрајно мучење и коначну емаскулацију Теона Грејџоја, што је наишло на критике. Часопис New York назвао је ту сцену „порно мучењем.” Према једном коментатору, иако је насиље у серији требало да служи наративној сврси, Теоново мучење у „Медведу и девици љупкој” такође је било претерано. Један коментатор је приметио да је Грејџојева емаскулација била једна од ретких сцена сексуалног насиља где је мушкарац био жртва. Сцена у епизоди „Кршитељка ланаца” из четврте сезоне, у којој Џејми Ланистер силује своју сестру и љубавницу Серсеи, изазвала је широку јавну дискусију о приказу сексуалног насиља над женама у серији. Према Дејву Ицкофу из The New York Times-а, сцена је изазвала згражавање, делом због коментара редитеља Алекса Грејвса да је постала „добровољна до краја”. Соња Сараија из The A.V. Club-а је написала да је избор серије да прикаже овај сексуални чин, као и сличан чин између Денерис Таргарјен и кала Дрога у првој сезони, као силовање, иако су оба у изворним романима описани као добровољни, изгледао као „експлоатација ради шокирања”.
У епизоди „Непокорени, несагнути, несломљени” из пете сезоне, Сансу Старк силује Ремзи Болтон. Већина рецензената и публикација сматрала је ову сцену сувишном и уметнички непотребном. Као одговор на сцену, веб-сајт о поп култури The Mary Sue је објавио да ће прекинути да пише о серији због поновљене употребе силовања као средства за заплет, а сенаторка САД Клер Макаскил рекла је да је више неће гледати. Епизода је била најслабије оцењена на Rotten Tomatoes-у, све до претпоследње епизоде осме сезоне, „Звона”. Како у каснијим сезонама Денерис, Санса и Серсеи преузимају владајуће позиције, Алиса Розенберг из The Washington Post-а је приметила да се серија може посматрати као „осветничка фантазија о томе шта се дешава када жене које су злостављане и силоване добију моћ”. Велики део критика након финала серије био је усредсређен на управљање причама женских ликова. Један коментатор је навео представљање жена као сексуалних објеката као један од главних извора „романтизованог силовања жена” и опште голотиње кроз серију. Други коментатор је изјавио да употреба и секса и насиља помаже приказу мизогиније у универзуму Игре престола.

#### Осветљење
Осветљење или недостатак светла у мрачнијим сценама је био сталан разлог критиковања од шесте сезоне серије. Године 2016, Кејтлин Калегари из Bustle-а навела је 31 пример сцене у којима је осветљење изазивало проблеме гледаоцима, од немогућности да препознају боју косе лика до немогућности да виде шта се дешава. Неки рецензенти су приметили да је ово део ширег тренда међу серијама које праве људи који имају искуства у раду првенствено на филмовима, сугеришући да „нису схватили нијансе (или недостатак истих)” телевизије као медија, нарочито разлике између гледања сцене на телевизијском екрану и на великом платну у биоскопу.
У интервјуу из 2017. године, Роберт Маклахлан, кинематограф који је радио на серији, објаснио је недостатак осветљења као уметнички избор, рекавши: „Покушавамо да будемо што је могуће природнији.” Критике су достигле врхунац током треће епизоде осме сезоне, „Дуга ноћ”. Једва неколико минута од почетка епизоде, гледаоци су на друштвеним медијима као што је Twitter изразили своје незадовољство због чињенице да су имали великих потешкоћа да гледају битку и да схвате шта се дешава.

### Културни утицај
Иако су неки критичари првобитно одбацили Игру престола, њен успех је приписан порасту популарности жанра фантастике. Популарност серије довела је до повећања продаје романа Песма леда и ватре, који су месецима остали на врху листа бестселера. Уочи премијере друге сезоне, CNN је рекао: „Након овог викенда, можда ће вам бити тешко да нађете некога ко није љубитељ неког облика епске фантастике” и цитирао Ијана Богоста који је рекао да серија наставља тренд успешних екранизација, почевши од филмске трилогије Господар прстенова (2001–2003) Питера Џексона и Хари Потер филмова (2001–2011) којима се фантастика успоставила као жанр масовног тржишта. Они су „гејтвеј дроге култури обожавања фантазије.” Успех серије довео је до наручивања неколико фантастичних телевизијских серија, укључујући Точак времена и Господар прстенова: Прстенови моћи Amazon Studios-а. Према Нилу Гејману, чији су романи Добра предсказања и Амерички богови адаптирани у ТВ серије, Игра престола је помогла да се промени став према фантастици на телевизији, али је првенствено учинила да велики буџети за фантастичне серије буду прихватљивији.
Успех жанра сценаристи су приписали жудњи за бекством од стварности у популарној култури, честој женској голотињи и вештини балансирања лаких и озбиљних тема (на пример, змајеви и политика) што је обезбедило престиж који уживају конвенционалне, врхунске драмске серије. Према The Daily Beast-у, Игра престола је била омиљена сценаристима ситкома и помињана је у другим телевизијским серијама. Заједно са другим фантастичним серијама, наводи се као разлог повећања куповине (и касније напуштања) хаскија и других паса налик вуку.
Игра престола је допринела популарном речнику. Сцена из прве сезоне у којој Петир Белиш објашњава своје мотиве (или прошлост) док проститутке у позадини имају секс, довела је до стварања речи „секспозиција” за пружање експозиције са сексом и голотињом. Дотраци, номадски јахачи у серији, рангирани су на четвртом месту на Global Language Monitor-овој листи речи са телевизије које су најчешће коришћене на интернету из септембра 2012. године. Серију и њене ликове су такође спомињали политичари и академици како би коментарисали модерну геополитику, економску неједнакост и климатске промене.
Кантауторка Тејлор Свифт је 2019. рекла за Entertainment Weekly да је неколико песама са њеног албума Reputation из 2017. године инспирисано ликовима и заплетима из Игре престола. „Калиси” је постало популарније име за девојчице у САД, иако у романима и ТВ серији калиси није име, већ титула супруге кала (војсковође) на дотрачком језику, коју носи Денерис Таргарјен. Друга имена ликова у серији, попут Денерис, такође су постала популарна имена за бебе.
Игра престола је такође постала предмет академског и научног истраживања. Године 2016, истраживачи су објавили рад у којем анализирају емоционални сентимент у онлајн јавном дискурсу који је повезан са развојем приче током четврте сезоне. Америчко математичко удружење објавило је журнал 2016. године који је применио мултидисциплинарну област науке о мрежама како би се направила друштвена мрежа за ликове из серије и њихове односе. Аустралијски научници су 2018. године спровели анализу преживљавања и испитали смртност међу 330 важних ликова током првих седам сезона Игре престола. Аустралијски Црвени крст је 2019. спровео студију користећи међународно хуманитарно право, како би утврдио који од ликова Игре престола је починио највише ратних злочина током првих седам сезона серије.
Животиње су такође добиле имена по серији: три врсте бодљоглаваца (Echinoderes daenerysae, Echinoderes rhaegal и Echinoderes drogoni), једна мува лебдилица (Paramonovius nightking), три врсте балегара (Gymnetis drogoni, Gymnetis rhaegali и ) и једна змијача (Ophiohamus georgemartini), због свог оштрог трња налик оном приказаном на круни из Игре престола.

#### Обожаваоци
Песма леда и ватре и Игра престола имају широку, активну међународну базу обожавалаца. Године 2012, Vulture је рангирао обожаваоце серије као најпосвећеније у популарној култури, изнад обожавалаца Лејди Гаге, Џастина Бибера, Харија Потера или Ратова звезда. Међу обожаваоцима серије су политички лидери као што су бивши председник САД Барак Обама, бивши британски премијер Дејвид Камерон, бивша аустралијска премијерка Џулија Гилард и холандски министар спољних послова Франс Тимерманс, који је користио цитате из Мартинових романа у говору о европској политици из 2013. године.
BBC News је 2013. рекао да су „страст и екстремна приврженост” обожавалаца створиле феномен, другачији од било чега везаног за друге популарне ТВ серије, који се показује у фан фикцији, бурлескним рутинама на тему Игре престола и родитељима који дају имена деци по ликовима серије. Сценаристи су приписали овај успех богатим детаљима, моралној двосмислености, сексуалној експлицитности и епској скали серије и романа. Претходне године, „Арја“ је било женско име са најбржим растом популарности у САД, након што је са 711. места по популарности скочило на 413. место.
Године 2013, око 58% гледалаца серије били су мушкарци, а 42% жене, док је просечан мушки гледалац имао 41 годину. Према Хелен Кели, директорки маркетинга SBS Broadcasting Group, Игра престола има високу стопу ангажовања обожавалаца. Око 5,5% од 2,9 милиона фанова серије на Facebook-у говорило је на мрежи о серији 2012. године, у поређењу са 1,8% од преко 10 милиона фанова серије Права крв (друге фантастичне серије HBO-а).  је навео Westeros.org и WinterIsComing.net (форуми за вести и дискусију), ToweroftheHand.com (који организује јавна читања романа) и Podcastoficeandfire.com као сајтове обожавалаца посвећене ТВ серији и серији романа. Такође постоје подкасти на тему Игре престола.

### Награде
Игра престола је освојила бројне награде током свог трајања, укључујући 59 награда Еми, осам награда Удружења филмских глумаца и награду Пибоди. Држи рекорд за укупан број освојених награда Еми за телевизијску серију са сценаријем (оборивши рекорд од 37 победа које је од 2004. држала серија Фрејжер) и за број номинација за Еми за драмску серију, са 161 номинацијом. Године 2019, последња сезона серије поставила је нови рекорд, за највише номинација за Еми примљених у годину дана, са 32 номинације, оборивши 25-годишњи рекорд од 26 номинација који је држала серија Њујоршки плавци од 1994. године. Године 2013, Удружење писаца Америке прогласило је Игру престола за 40. најбоље написану серију у историји телевизије. Године 2015, The Hollywood Reporter ју је поставио на четврто место своје листе најбољих ТВ серија икада, док је 2016. серија била на седмом месту Empire-ове листе „50 најбољих ТВ серија икада”. Исте године Rolling Stone ју је прогласио дванаестом „највећом ТВ серијом свих времена”. Године 2013, на додели награда за приступ медијима, Џорџ Р. Р. Мартин је примио визионарску награду од Комитета писаца са инвалидитетом Удружења писаца Америке, за позитиван приказ лика са инвалидитетом.

### Гледаност
Игра престола се сматрала успехом у рејтинзима за HBO током свих осам сезона. Премијеру серије је гледало 2,2 милиона, а прва сезона је просечно имала 2,5 милиона гледалаца по епизоди. У другој сезони, серија је имала просечну публику од 11,6 милиона гледалаца. Трећу сезону је гледало 14,2 милиона гледалаца, што је учинило Игру престола другом најгледанијом HBO-овом серијом (после серије Породица Сопрано). HBO је саопштио да је просечна публика Игре престола од 18,4 милиона гледалаца (касније исправљено на 18,6 милиона) премашила Породицу Сопрано по гледаности. Епизода „Кућа Црног и Белог” из пете сезоне симултано је емитована у 173 државе, поставши „највећи телевизијски пренос ТВ драме” према Гинисовој књизи рекорда.
До шесте сезоне, просечна гледаност по епизоди порасла је на преко 25 милиона, са скоро 40% гледалаца који гледају на HBO-овим дигиталним платформама. Године 2016, истраживање The New York Times-а о 50 ТВ серија са највише свиђања на Facebook-у показало је да је Игра престола била много популарнија у градовима него на селу. До седме сезоне, просечан број гледалаца је порастао на 32,8 милиона по епизоди на свим платформама. Финале серије је гледало 19,3 милиона људи на HBO-овим платформама, чиме је постало најгледанија епизода мреже. Претходна емитована серија у програму је такође имала користи од рекордне гледаности финала.
Игра престола је такође поставила рекорде гледаности ван САД на претплатничким ТВ каналима у Уједињеном Краљевству (са просечном публиком од преко 5 милиона на свим платформама 2016. године) и Аустралији (са кумулативном просечном публиком од 1,2 милиона). Истраживачка компанија за стриминг, Parrot Analytics, објавила је да је, након САД, потражња за премијером осме сезоне „посебно јака у Уједињеном Краљевству и Француској”. Nielsen Media Research је приметила да је серија била популарна међу циљном групом од 18 до 49 година, са великом женском гледаношћу за фантастичну серију. Серија је такође имала користи од помереног гледања. Између прве и седме сезоне, 7-дневни број гледалаца, број прегледа преко видео рекордера и видеа на захтев током недеље након емитовања епизоде, порастао је са 3,3 милиона на 13,7 милиона. Након финала серије, коментатори су рекли да би многи гледаоци могли да откажу своје претплате на премијум телевизију и стриминг. Матична компанија HBO-а, WarnerMedia, известила је да је приход од претплате опао за само 0,9% између априла и јуна 2019. године.
| Сезона | Сезона | Број епизоде | Број епизоде | Број епизоде | Број епизоде | Број епизоде | Број епизоде | Број епизоде | Број епизоде | Број епизоде | Број епизоде | Просек |
| Сезона | Сезона | 1            | 2            | 3            | 4            | 5            | 6            | 7            | 8            | 9            | 10           | Просек |
| ------ | ------ | ------------ | ------------ | ------------ | ------------ | ------------ | ------------ | ------------ | ------------ | ------------ | ------------ | ------ |
|        | 1      | 2,22         | 2,20         | 2,44         | 2,45         | 2,58         | 2,44         | 2,40         | 2,72         | 2,66         | 3,04         | 2,52   |
|        | 2      | 3,86         | 3,76         | 3,77         | 3,65         | 3,90         | 3,88         | 3,69         | 3,86         | 3,38         | 4,20         | 3,80   |
|        | 3      | 4,37         | 4,27         | 4,72         | 4,87         | 5,35         | 5,50         | 4,84         | 5,13         | 5,22         | 5,39         | 4,97   |
|        | 4      | 6,64         | 6,31         | 6,59         | 6,95         | 7,16         | 6,40         | 7,20         | 7,17         | 6,95         | 7,09         | 6,84   |
|        | 5      | 8,00         | 6,81         | 6,71         | 6,82         | 6,56         | 6,24         | 5,40         | 7,01         | 7,14         | 8,11         | 6,88   |
|        | 6      | 7,94         | 7,29         | 7,28         | 7,82         | 7,89         | 6,71         | 7,80         | 7,60         | 7,66         | 8,89         | 7,69   |
|        | 7      | 10,11        | 9,27         | 9,25         | 10,17        | 10,72        | 10,24        | 12,07        | Н/Д          | Н/Д          | Н/Д          | 10,26  |
|        | 8      | 11,76        | 10,29        | 12,02        | 11,80        | 12,48        | 13,61        | Н/Д          | Н/Д          | Н/Д          | Н/Д          | 11,99  |

## Други медији

### Видео-игре
Серија и романи су инспирисали неколико видео-игара. Стратешка игра Game of Thrones Ascent повезана је са HBO-овом серијом, чинећи ликове и поставке доступним играчима док се појављују на телевизији. Behaviour Interactive је 2019. године објавио бесплатну мобилну игру под називом Game of Thrones Beyond the Wall. Reigns: Game of Thrones, спиноф серије стратешких видео-игара Reigns, развио је Nerial, а објавио Devolver Digital у октобру 2018. године.

### Роба и изложба
је лиценцирао широк спектар робе засноване на Игри престола, укључујући игре, реплике оружја и оклопа, накит, лутке, пиво и одећу. Скупоцена роба укључује ручни сат Ulysse Nardin-а од 10.500 долара и реплику Гвозденог престола од смоле од 30.000 долара. Током 2013. и 2014. године, путујућа изложба костима, реквизита, оклопа и оружја из серије је посетила велике градове у Европи и Америкама. Почевши од 2018. године, Diageo је објавио неколико вискија са темом Игре престола. Пратећа књига, Унутар HBO-ове Игре престола, чији је аутор Брајан Когман, сценариста серије, објављена је 27. септембра 2012. Књига од 192 странице, илустрована концептуалном уметношћу и фотографијама иза сцене, покрива стварање прве две сезоне серије и њихових главних ликова и породица.

## Сродне серије

### Престокаст
Престокаст: Званични водич кроз Игру престола је серија подкаста које је водио Џеоф Лојд, а продуцирао Коинк. Објављена је на веб-страници Sky Atlantic-а и iTunes продавници у УК током приказивања серије. Нови подкаст, са анализом и интервјуима глумаца, излазио је после сваке епизоде.

### Након Игре престола
Након Игре престола је емисија уживо током које водитељи Енди Гринвалд и Крис Рајан разговарају о епизодама серије. Емитовала се на HBO Now, понедељком, након сваке епизоде шесте сезоне.

### Додаци на издањима кућног видеа
Блу-рej и ДВД сет сваке сезоне садржи неколико кратких анимираних секвенци под насловом Histories and Lore, које приповеда глумачка екипа, у лику, док описују догађаје из историје Вестероса. За седму сезону, требало је да буде укључена анимирана серија, преднаставак, Игра престола: Освајање и побуна, илустрована у другачијем стилу од претходних видеа. Серија се фокусира на освајање Седам краљевстава Вестероса од стране Егона Таргарјена. Недељу дана након финала серије, HBO је објавио документарац под насловом Игра престола: Последња стража. Програм је документовао продукцију 8. сезоне заједно са пробама сцена и интервјуима са глумцима.

### Наследници
У мају 2017, након година спекулација о могућим серијама наследницама, HBO је изабрао Макса Боренштајна, Џејн Голдман, Брајана Хелгеланда, Карли Реј и Брајана Когмана да развију пет појединачних наследника Игре престола. Писци су требали да раде појединачно са Џорџом Р. Р. Мартином, који је такође био коаутор два сценарија. Д. Б. Вајс и Дејвид Бениоф су рекли да неће бити укључени ни у један од пројеката.
Мартин је рекао да су сви концепти о којима се расправља били преднаставци, иако верује да се термин „наследничка серија” боље примењује на ове пројекте, јер они нису спинофови Игре престола у традиционалном смислу. Одбацио је Робертову побуну (збацивање Денерисиног оца од стране Роберта Баратеона) као могућу идеју и открио да би неке могле бити смештене ван Вестероса. У септембру 2018, говорећи о четири пројекта (тј. не о Голдмановом пројекту), председник програма HBO-а, Кејси Блојс, рекао је да су неки од пројеката потпуно напуштени, док су други остали као могућности за будућност. Мартин је рекао да су „најмање два од њих чврсто темељени на материјалу у Ватри и крви”. У мају 2019. Мартин је изјавио да су два пројекта још увек у фази сценарија, али да се „ближе”. У априлу 2019. Когман је потврдио да његов преднаставак неће напредовати.
У јануару 2021. откривено је да HBO развија још једну преднаставну серију која ће бити заснована на Мартиновој серији новела Приче о Данку и Јајету (Витез Седам краљевстава). Стив Конрад је постао сценариста и извршни продуцент серије Приче о Данку и Јајету у новембру 2021. године. У марту 2021. објављено је да су у HBO-у у развоју три додатна спинофа Игре престола, а то су: 10.000 бродова, референца на путовања краљице ратника, принцезе Нимерије, која је касније основала Дорну; 9 путовања, о путовањима Корлиса Велариона на Морској змији и пројекат заснован на Бувљој рупи, најсиромашнијој четврти Краљеве луке.
У јуну 2022. објављено је да је серија-наставак о Џону Снежном, са Китом Харингтоном који ће поновити улогу, у раном развоју на HBO-у. Радни наслов је Снежни и Мартин је потврдио своју укљученост у пројекат и да је Харингтон иницирао идеју. Такође у јуну, Мартин је рекао да су у развоју још три игране серије: 10.000 бродова (написала Аманда Сигал), 9 путовања или Морска змија (написао Бруно Хелер) и преднаставак о Данку и Јајету (написао Стивен Конрад), под насловом Витез луталица или Витез Седам краљевстава.

#### Анимирана серија
У јануару 2021, анимирана драмска серија је најављена у HBO Max-у. У јулу 2021. године, још две анимиране серије биле су у развоју у HBO Max-у, а једна је смештена у Ји Ти, нацију у Есосу која је слабо темељена на царској Кини.

#### Крвави месец
је 8. јуна 2018. наручио пилот серије чија се радња дешава пре Игре престола, са Голдман као шоуранером и Мартином као коаутором. Преднаставак је требало да се одигра у Добу јунака, периоду који почиње отприлике 10.000 година пре догађаја из Игре престола. Значајни догађаји тог периода укључују оснивање моћних кућа, Дугу ноћ када су се Бели ходачи први пут спустили на Вестерос и Андалску инвазију, када су Андали напали из Есоса и освојили већи део Вестероса. Мартин је предложио да наслов серије буде Дуга ноћ. С. Џ. Кларксон је најављена као редитељ и извршни продуцент пилота, док је Наоми Вотс изабрана за главну женску улогу, „харизматичну богаташицу која крије мрачну тајну”. Међу осталим главним глумцима серије су били: Џош Вајтхаус, Тоби Регбо, Ивано Џеремаја, Џорџи Хенли, Наоми Еки, Дениз Гоф, Џејми Кембел Бауер, Шила Атим, Алекс Шарп, Миранда Ричардсон, Маркиз Родригез, Џон Сим, Ричард Макејб, Џон Хефернан и Дики Егерик. У септембру 2019. Мартин је тврдио да је пилот у постпродукцији, али је у октобру 2019. објављено да је HBO одлучио да не иде даље са серијом.

#### Кућа змаја
У септембру 2019, Deadline Hollywood је известио да је други преднаставак Мартина и Рајана Кондала који прати „почетак краја династије Таргарјен” био близу добијања наруџбине пилота од стране HBO-а. Пројекат се не сматра оригиналним шестим сценаријем, јер се темељи на Когмановој идеји из 2017. године. Овај преднаставак, под називом Кућа змаја, наручен је као комплетна серија 29. октобра 2019. године. Серија од 10 епизода темељена је на материјалу из Ватре и крви, са Мартином, Винсом Џерардисом, Кондалом и Мигелом Сапочником као извршним продуцентима, од којих су последња двојица и шоуранери серије. У јануару 2020, HBO је изјавио да је премијера серије заказана за 2022. годину и да је процес писања сценарија почео. Избор глумаца је почео у јулу 2020. године. У октобру 2020. откривено је да је Педи Консидајн добио улогу краља Висериса I Таргарјена. У децембру 2020. објављена су још три глумца: Оливија Кук као Алисент Хајтауер, Ема Д’Арси као Ренира Таргарјен и Мет Смит као Демон Таргарјен. У фебруару 2021. године, директор садржаја HBO-а, Кејси Блојс, изјавио је да ће серија почети са производњом у априлу, а да ће се снимање одвијати у Енглеској. Истог месеца, потврђено је да ће Стив Тусен, Ив Бест, Рис Иванс и Соноја Мизуно такође играти у серији. У марту 2022, HBO је најавио да је датум премијере серије 21. август 2022, након чега је уследило објављивање званичног тизер трејлера. Пет дана после премијере, серија је обновљена за другу сезону. Прва сезона је добила веома позитивне критике, уз похвале за развој ликова, сценарио, музику и глумце. Међутим, критиковани су темпо, посебно временски скокови и тамно осветљење неких сцена. Премијеру серије пратило је преко 10 милиона гледалаца преко линеарних канала и HBO Max-а током првог дана, што је највећа гледаност премијере серије у једном дану у историји HBO-а.